# Ойицький сільський округ
Ойи́цький сільський округ (каз. Ойық ауылдық округі, рос. Ойыкский сельский округ) — адміністративна одиниця у складі Таласького району Жамбильської області Казахстану. Адміністративний центр — село Ойик.
Населення — 2328 осіб (2021; 2937 у 2009, 3324 у 1999, 4360 у 1989).
Станом на 1989 рік існувала Уюцька сільська рада (села 60 літ Октября, Жанатурмис, Уюк).

## Склад
До складу округу входять такі населені пункти:
| Населений пункт | Старі назви    | Населення, осіб (1989) | Населення, осіб (1999) | Населення, осіб (2009) | Населення, осіб (2021) |
| --------------- | -------------- | ---------------------- | ---------------------- | ---------------------- | ---------------------- |
| Ойик, село      | Уюк            | 3793                   | 2830                   | 1765                   | 1861                   |
| Сейлбек, село   | Жанатурмис     | 258                    | 266                    | 880                    | 243                    |
| Туримкул, село  | 60 літ Октября | 309                    | 228                    | 292                    | 224                    |